# Иравади
Иравади је најдужа река у Мјанмару (Бурми) са око 2.170 km и најважнија трговинска траса у речном басену који заузима око 411.000 km². Иравади извире у области Качин где се налази ушће река Мали-Хка и Нмаи-Хка. Западна од њих, Мали-Хка, тече са југоисточних обронака Хималаја.
Иравади сече Мјанмар са севера на југ. У горњем току река и њене притоке теку у дубоким клисурама, кроз џунглу и брзаке. Испод града Мичина долина Иравади се проширује а речно корито достиже ширину од готово 800m. Затим река пресеца западни део Шанске висоравни где се стварају три клисуре ширине од око 50-100 метара са честим вировима те је овај део веома опасан за пловидбу. У средњем и нижем току реке Иравади пролази кроз Иравадску равницу где река ствара широку терасасту долину. На 300 km од ушћа почиње мочварна делта у којој се налази и џунгла. Површина делте је око 30.000 km² (по неким изворима 48.000 km²) а уз обалу Андаманског мора протеже се 240 km одвојена појасом пешчаних дина. У делти се налази 9 рукаваца из којих вода истиче у Индијски океан. У низијским деловима Иравади има веома велики потенцијал за наводњавање али су катастрофалне поплаве такође честа појава.
У колонијалном добу, пре појаве железнице и аутомобила, река се звала „Пут у Мандалеј“. Иако је пловна све до града Мичина на преко 1.600 km од океана, река је такође препуна пешчаним спрудовима и адама које чине пловидбу тешком. Све до 1998. на реци је постојао само један мост, мост Инва. Назив Иравади вероватно потиче из санскрита од речи „аиравати“ што значи слонова река. У реци живи посебна врста Иравади делфина (Orcaella brevirostris) који могу да живе и у слатководном подручју.

## Физиографија
Река Иравади дели Мјанмар од севера ка југу и улива се кроз деветокраку делту Иравадија у Индијски океан.

### Ток
Између Мајиткине и Мандалаје, Иравади тече кроз три добро обележене клисуре:
- Отприлике 65 km (40 mi) низводно од Мајиткина се налази се прва клисура.
- Испод Бама река прави оштар замах ка западу, напуштајући алувијални басен Бама да пресеца кречњачке стене формирајући други кањон. Овај усек је најуже ширине око 90 m (300 ft) и окружен је вертикалним литицама од око 60 to 90 m (200—300 ft).
- Око 100 km (62 mi) северно од Мандалаја, код Могока, река улази у трећу клисуру. Између Ката и Мандалаја, ток реке је изузетно управљен, тече скоро на југ, осим близу Кабвета,[11] где је слој лаве узроковао да реку оштро савија ка западу.

Овај плоча од лаве је висораван Сингу, вулканско поље из холоцена. Ово поље се састоји од магме из пукотина и покрива површину од око 62 km2 (24 sq mi). Плато је такође познат као Лета Таунг.
Напуштајући ову висораван у Кијаукмјаунгу, река прати широки, отворени ток кроз централну суву зону – древно културно средиште – где се велике површине састоје од алувијалних равница. Од Мандалаја (бившег главног града Краљевине Мјанмара), река прави нагли окрет према западу пре него што кривуда југозападно да би се ујединила са реком Чиндвин, након чега наставља у правцу југозапада. Вероватно је да је горњи Иравади првобитно текао на југ од Мандалаја, испуштајући своју воду кроз садашњу реку Ситаунг у заливу Мартабан, и да је његов садашњи ток према западу геолошки новији. Испод свог ушћа у Чиндвин, Иравади наставља да вијуга кроз град за производњу нафте Јенангјаунг, испод којег тече углавном према југу. У свом доњем току, између Минбуа и Пјаја, протиче кроз уску долину између шумовитих планинских венаца — гребена планине Аракан на западу и гребена планине Пегу Јома на истоку.

### Делта Иравадија
Делта реке Иравадија почиње око 93 km (58 mi) изнад Хинтејда (Хензада) и око 290 km (180 mi) од своје закривљене основе, која гледа на Андаманско море. Најзападнији ток делте је река Пејтин (Басин), док је најисточнији ток река Џангон, на чијој левој обали стоји бивша престоница Мјанмара, Јангон (Рангун). Пошто је река Јангон само мањи канал, проток воде је недовољан да спречи замућење луке Јангон, те је неопходно јаружање. Рељеф предела делте је низак, али није раван. Земљиште се састоји од финог муља, који се континуирано допуњује плодним алувијалним наносима које река носи низводно. Као резултат обилних падавина које варирају од 2.000 to 3.000 mm (79—118 in) годишње у делти, и кретања и оптерећења реке наносом, површина делте се продужује у Андаманско море са стопом од око 50 m (160 ft) годишње.